# ستيف ماير
ستيف ماير (بالإنجليزية: Steve Meyer)‏ (و. 1984  م) هو لاعب اتحاد الرغبي، من جنوب أفريقيا، ولد في جوهانسبرغ، يلعب كرامي متوسط ‏.

## التعليم
تعلم في جامعة كيب تاون.

## روابط خارجية
- ستيف ماير على موقع ItsRugby.co.uk (الإنجليزية)